# Luật ngầm (phim)
Luật ngầm (tên gốc tiếng Anh: Live by Night) là một phim điện ảnh chính kịch hình sự của Mỹ năm 2016 được biên kịch, đạo diễn, đồng sản xuất và tham gia thủ vai bởi Ben Affleck. Phim được chuyển thể từ tác phẩm tiểu thuyết cùng tên của nhà văn Dennis Lehane. Ngoài Ben Affleck, phim còn có sự tham gia diễn xuất của Elle Fanning, Brendan Gleeson, Chris Messina, Sienna Miller, Zoe Saldana và Chris Cooper. Nội dung phim theo chân Joe Coughlin từ lúc là một tên cướp nhà băng cho tới khi trở thành ông trùm buôn rượu rum trong thời kỳ nước Mỹ cấm rượu vào thập niên 1920–1930.
Được sản xuất bởi hãng phim Warner Bros. Pictures, Luật ngầm được ra mắt tại Thành phố New York vào ngày 13 tháng 12 năm 2016. Phim được công chiếu giới hạn tại Mỹ vào ngày 25 tháng 12 năm 2016 trước khi được khởi chiếu rộng rãi vào ngày 13 tháng 1 năm 2017. Tại Việt Nam, phim được khởi chiếu một tuần sau đó vào ngày 20 tháng 1 năm 2017. Luật ngầm nhận được nhiều ý kiến trái chiều và là một "bom xịt" điện ảnh khi chỉ thu về hơn 21 triệu USD so với kinh phí đầu tư lên tới 65 triệu USD. Tạp chí Variety ước tính phim có thể lỗ tới 75 triệu USD.

## Nội dung
Vào những năm 1920, từ châu Âu trở về Mỹ sau Thế chiến thứ I, lại là con trai của Cục phó Cục cảnh sát Boston (Brendan Gleeson), nhưng Joe Coughlin (Ben Affleck) thực chất là kẻ cầm đầu một băng cướp nhà băng và các sòng bạc trong thành phố. Sau một phi vụ bất thành, Joe Coughlin bị bắt và kết án ba năm tù giam. Mãn hạn tù, anh được ông trùm băng đảng người Italy là Maso Pescatore (Remo Girone) thu nạp, giao nhiệm vụ mở rộng hoạt động kinh doanh cho lão tại vùng Tampa, Florida. Đó là lúc Joe Coughlin bắt đầu quá trình xây dựng sự nghiệp và thế lực để từng bước trở thành tay trùm gangster thực thụ.

## Diễn viên
- Ben Affleck vai Joe Coughlin
- Elle Fanning vai Loretta Figgis
- Brendan Gleeson vai Thomas Coughlin
- Chris Messina vai Dion Bartolo
- Sienna Miller vai Emma Gould
- Zoe Saldana vai Graciela Corrales
- Chris Cooper vai Irving Figgis
- Robert Glenister vai Albert White
- Titus Welliver vai Tim Hickey
- Remo Girone vai Maso Pescatore
- Max Casella vai Digger Pescatore
- Miguel vai Esteban Suarez
- Gianfranco Terrin vai Carmine Parone
- Anthony Michael Hall vai Gary Smith
- Chris Sullivan vai Brendan Loomis
- Derek Mears vai Donnie Gishler
- J.D. Evermore vai Virgil Beauregard
- Clark Gregg vai Calvin Bondurant

## Sản xuất

### Phát triển
Warner Bros. mua bản quyền chuyển thể tiểu thuyết Live by Night của nhà văn Dennis Lehane vào tháng 4 năm 2012, với chủ đích phát triển dự bán ban đầu nhằm vào nam diễn viên Leonardo DiCaprio và hãng phim Appian Way Productions của anh. Tháng 10 năm 2012, Ben Affleck được xác nhận là sẽ đảm nhiệm công việc đạo diễn, biên kịch và kiêm luôn diễn xuất trong bộ phim. Affleck và Jennifer Todd sẽ thực hiện quá trình sản xuất thông qua hãng phim Pearl Street Films, cùng với Appian Way của DiCaprio và Jennifer Davisson Killoran.

### Tiền kỳ
Mùa hè năm 2013, Affleck và dàn diễn viên trong phim tới Tampa, Florida và Lawrence, Massachusetts để tiền trạm địa điểm. Tháng 8 năm 2013, quá trình sản xuất bị đẩy lùi từ mùa thu năm 2013 tới mùa thu năm 2014 do xung đột lịch diễn của Affleck với hai phim điện ảnh Cô gái mất tích (2014) và Batman đại chiến Superman: Ánh sáng công lý (2016). Affleck cũng ghé qua vài địa điểm tại khu vực Brunswick, Georgia vào mùa hè năm 2014. Anh phát biểu trong một bài phỏng vấn vào tháng 9 năm 2014 rằng Luật ngầm đã được bật đèn xanh: "Phim sẽ được khởi quay vào tháng 7 [năm 2015] và tôi sẽ bắt đầu chuẩn bị vào tháng 3. Chúng tôi có kinh phí, chúng tôi có địa điểm rồi." Ngày 4 tháng 9 năm 2014, Sienna Miller, Zoe Saldana và Elle Fanning xác nhận tham gia dàn diễn viên. Affleck trở lại Brunswick, Georgia vào tháng 2 năm 2015 để khảo sát địa điểm.
Ngày 9 tháng 7 năm 2015, Warner Bros. công bố quyết định bật đèn xanh cho Luật ngầm. Miller, Saldana và Fanning đều vẫn tham gia dự án. Từ tháng 8 tới tháng 12 năm 2015, các diễn viên phụ khác dần bắt đầu được tiết lộ, bao gồm Chris Messina, Chris Cooper, Miguel, Max Casella, Scott Eastwood (người không xuất hiện trong phiên bản phim hoàn chỉnh), Brendan Gleeson, Anthony Michael Hall và Titus Welliver.

### Quay phim
Quá trình quay phim được bắt đầu vào ngày 28 tháng 10 năm 2015 tại vùng biển Georgia. Nhà quay phim Robert Richardson sử dụng cả hai ống kính Arri Alexa 65 và ống vintage 65 của hãng Panavision để thực hiện công việc.

### Hậu kỳ
William Goldenberg ký hợp đồng đảm nhiệm vai trò dựng phim cho Luật ngầm; anh cũng đã từng làm việc với Affleck trong Gone Baby Gone và Argo. Harry Gregson-Williams, người từng làm việc với Affleck trong Gone Baby Gone và The Town, đảm nhiệm phần nhạc nền phim. Vào tháng 3 năm 2016, Affleck nhận xét: "Dựng phim là một quá trình kỳ lạ. Có quá nhiều thăng và trầm, nhưng nhìn chung, quá trình thực hiện bộ phim này thật tuyệt vời. Tôi thật may mắn khi có những người bạn diễn như họ. Họ thật phi thường... Phần khó khăn nhất của quá trình này đó là phải tìm ra những thứ cần lược bỏ bởi vì tôi không muốn bộ phim này trở nên quá dài dòng."

## Phát hành
Tháng 11 năm 2013, Warner Bros. lên lịch công chiếu cho Luật ngầm vào mùa Giáng sinh năm 2015. Tới tháng 5 năm 2014, ngày công chiếu bị đẩy lùi xuống ngày 7 tháng 10 năm 2016, và rồi vào tháng 8 năm 2015, ngày công chiếu lại một lần nữa bị rời xuống một thời điểm không xác định trong năm 2017. Vào tháng 3 năm 2016, Warner Bros. xác nhận rằng phim sẽ được công chiếu từ ngày 20 tháng 10 năm 2017. Tới tháng 6 năm 2016, ngày công chiếu lại được đẩy lên 13 tháng 1 năm 2017. Vào tháng 10 năm 2016, Luật ngầm được xác nhận sẽ được khởi chiếu giới hạn vào ngày 25 tháng 12 năm 2016, tr]ớc khi được công chiếu rộng rãi vào ngày 13 tháng 1. Tại Việt Nam, phim được dán nhãn C16 và được khởi chiếu vào ngày 20 tháng 1 năm 2017.

### Doanh thu phòng vé
Luật ngầm thu về 10,4 triệu USD tại khu vực Mỹ và Canada, và 11,3 triệu USD trên thị trường ngoại địa, nâng mức tổng doanh thu lên 21,7 triệu USD, trong khi đó kinh phí bỏ ra để làm phim lên tới 65 triệu USD.

### Tiếp nhận
Trên trang tổng hợp kết quả đánh giá Rotten Tomatoes, phim đạt mức đánh giá 34% dựa trên 197 bài nhận xét, với điểm trung bình là 5,3/10. Trang mạng nhận xét, "Luật ngầm là niềm kiêu hãnh về phong cách hình ảnh và dàn diễn viên ấn tượng, nhưng họ đang lạc lối trong giai thoại hình sự mà trong đó nhà sản xuất, đạo diễn kiêm ngôi sao Ben Affleck đang lặp lại các chủ đề quen thuộc cho tới các hiệu ứng nhỏ lẻ." Trên trang Metacritic, phim đạt số điểm 49 trên 100 dựa trên 43 nhà phê bình. Khảo sát khán giả trên trang Cinemascore cho phim điểm "B" trên thang từ A+ tới F.